# Karen Pence
Karen Sue Batten Pence (Kansas, 1 de janeiro de 1957) é uma educadora, professora e pintora americana, serviu como a segunda-dama dos Estados Unidos de 2017 a 2021. Ela é casada com o 48.º vice-presidente dos Estados Unidos, Mike Pence. Ela também foi primeira-dama de Indiana de 14 de janeiro de 2013 a 9 de janeiro de 2017.

## Início de vida e educação
Pence nasceu no Estado norte-americano do Kansas em 1 de janeiro de 1957, sendo filha de Lillian e John M. Batten, funcionário da United Airlines que chegou ao posto de vice-presidente da empresa. Pence cresceu em Broad Ripple Village, um bairro de Indianápolis, onde estudou na Escola Secundária Bishop Chatard. Deu continuidade aos estudos, graduando-se com um Bachelor of Science pela Universidade Butler, e concluiu um Bachelor of Science pela mesma universidade.

## Carreira
Pence deu aulas nas escolas John Strange Elementary, Acton Elementary, Fall Creek Elementary e Orchard School, todas localizadas em Indianápolis. Após seu primeiro filho nascer, estudou pinturas em aquarela, fazendo com que construísse uma carreira pintando retratos de casas e edifícios históricos. Pence completou até 35 quadros por ano, alguns a pedido e vendendo os outros em feiras de arte locais.

## Primeira-dama de Indiana
Pence foi a primeira-dama do estado de Indiana durante o mandato de seu marido como Governador do Estado de 2013 a 2017. No seu primeiro ano nesta função, Pence estabeleceu a Fundação de Caridade da Primeira-dama de Indiana para "promover indivíduos e organizações que incentivam crianças, famílias e as artes", oferecendo subsídios e bolsas de estudo.
Enquanto era primeira-dama em 2015, Pence começou uma pequena empresa chamada "'That's My Towel!' Charm", que foi colocada "em espera" quando Mike Pence se tornou candidato a vice-presidente.

## Segunda-dama dos Estados Unidos

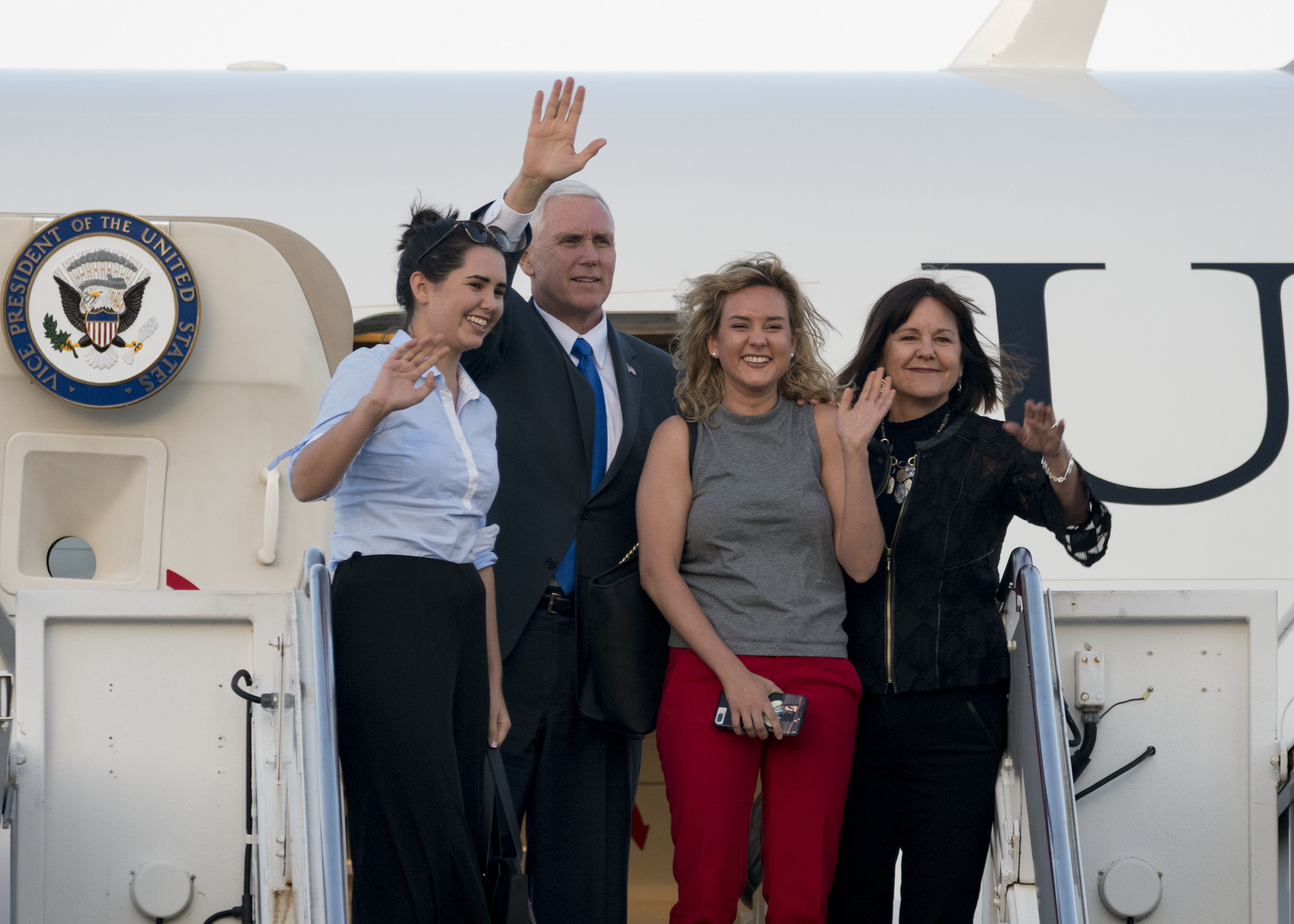
Karen com o marido, Mike, e suas filhas, em abril de 2017.

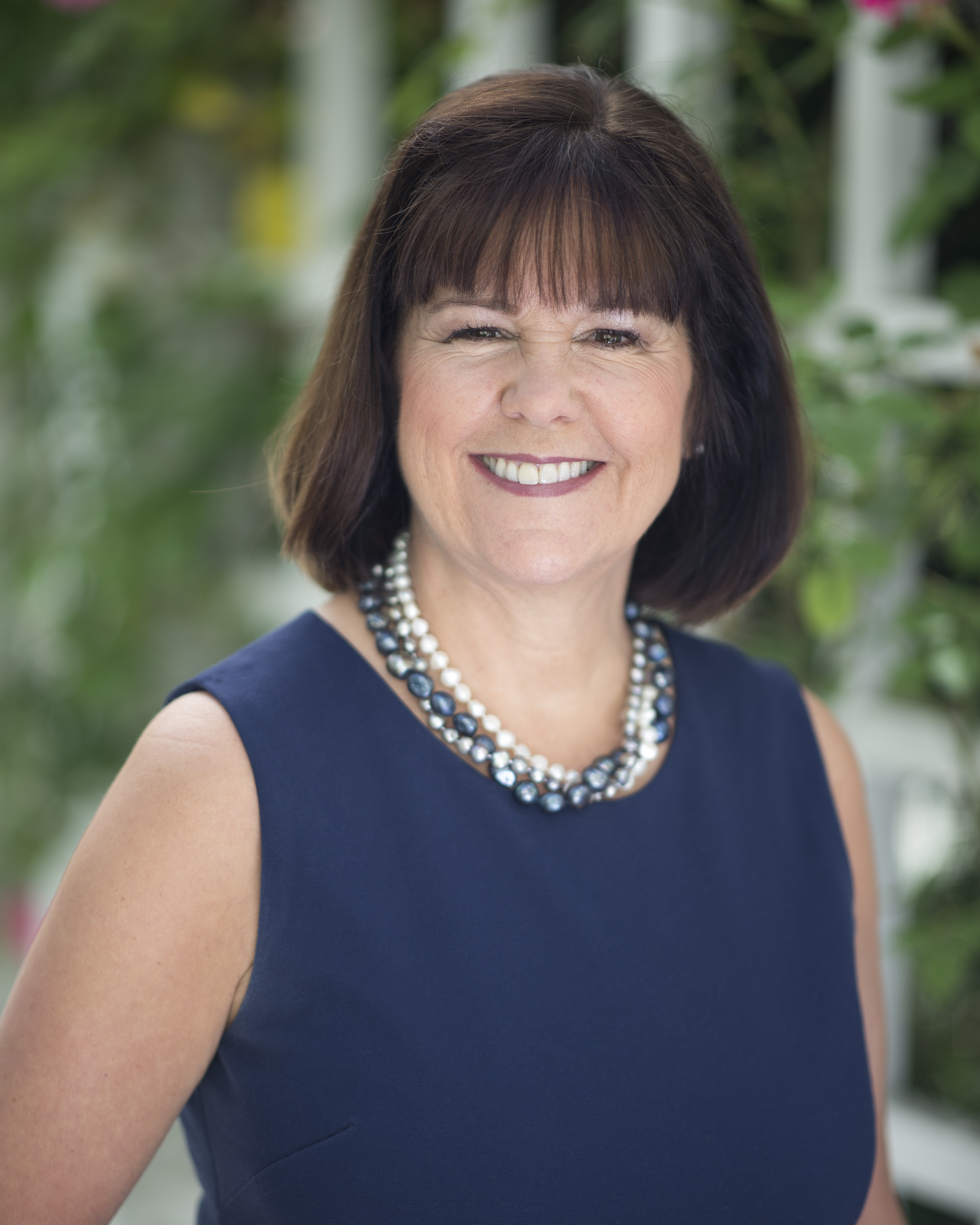
Karen em sua primeira foto oficial.

Pence se tornou a Segunda-dama dos Estados Unidos em 20 de janeiro de 2017, sucedendo Jill Biden. Pence contratou Kristan King Nevins como sua Chefe de Gabinete; Nevins tinha ocupado o mesmo cargo quando Barbara Bush era Primeira-dama. Como Segunda-dama, pretende aumentar a conscientização sobre a arte terapia, a que foi exposta pela primeira vez quando visitou um hospital de Washington durante o mandato de seu marido como Congressista. Em outubro de 2017, visitou o campus da Universidade do Estado da Flórida para destacar o programa de arte terapia da universidade, que remonta à década de 1990.

### Retorno ao ensino em 2019
Em janeiro de 2019, foi relatado que Pence estava retornando como professor de artes na Immanuel Christian School, uma escola cristã particular em Springfield, Virgínia, a sudoeste de Washington, D.C. Karen, que havia trabalhado por doze anos na escola como professor de artes durante o mandato de seu marido como representante dos EUA, disse em um comunicado que ela estava "empolgada por voltar à sala de aula e fazer o que eu amo fazer" e que "perdeu o ensino de arte".
A escola já havia sido criticada e acusada de homofobia por não admitir estudantes LGBT, publicando uma política em que é permitido recusar estudantes que se envolvem, defendem ou aceitam "imoralidade sexual, atividade homossexual ou atividade bissexual", com a política também se aplica a pais e funcionários. Pence foi duramente criticado na mídia e por advogados LGBT e organizações de defesa nos dias seguintes ao anúncio. O vice-presidente Pence defendeu a profissão e a decisão de sua esposa, acusando os críticos de atacar a educação religiosa. Ele disse que ele e sua esposa estavam "acostumados com as críticas", mas que ficou revoltado com as críticas de sua esposa, opinando que "ver grandes organizações noticiosas atacando a educação cristã é profundamente ofensivo para nós", e que "deveria parar".

## Vida familiar e pessoal
Enquanto estava no ensino médio, ela conheceu seu primeiro marido, John Steven Whitaker. Eles se casaram em 4 de agosto de 1978, no condado de Brewster, no Texas, e depois se divorciaram. Whitaker era estudante de medicina durante o casamento.
Karen conheceu Mike Pence enquanto ela tocava violão na missa na Igreja de São Tomás de Aquino, uma igreja católica da qual ambos frequentavam. Seu primeiro encontro incluiu patinação no gelo no Indiana State Fairgrounds. Após cerca de nove meses de namoro, eles ficaram noivos em agosto de 1984 e se casaram em 8 de junho de 1985. Ambos eram católicos romanos e mais tarde convertidos ao cristianismo evangélico em 1995. O casal tem três filhos: Michael (servindo no Corpo de Fuzileiros Navais dos EUA), Charlotte e Audrey. Pence viveu a maior parte de sua vida em Indiana, embora toda a família tenha se mudado para Washington, DC durante os doze anos em que o marido Mike era um congressista de Indiana antes de sua eleição como governador de Indiana. Ela é uma piloto treinada.
Pence é conhecida por sua dedicação em promover a arte como um meio de cura. Ela forneceu as ilustrações em aquarela para o livro infantil de sua filha Charlotte em 2018, Um dia na vida do vice-presidente de Marlon Bundo, cujos rendimentos são dados a instituições de caridade, incluindo um programa de arteterapia.